# 戴维·格兰杰
戴维·阿瑟·格兰杰（英語：David Arthur Granger，1945年7月15日—），男，圭亚那政治人物，曾在2015年至2020年间担任圭亚那总统。他与妻子桑德拉育有两个女儿。他曾于2018年11月确诊非霍奇金氏淋巴瘤。